# Prestidigitación

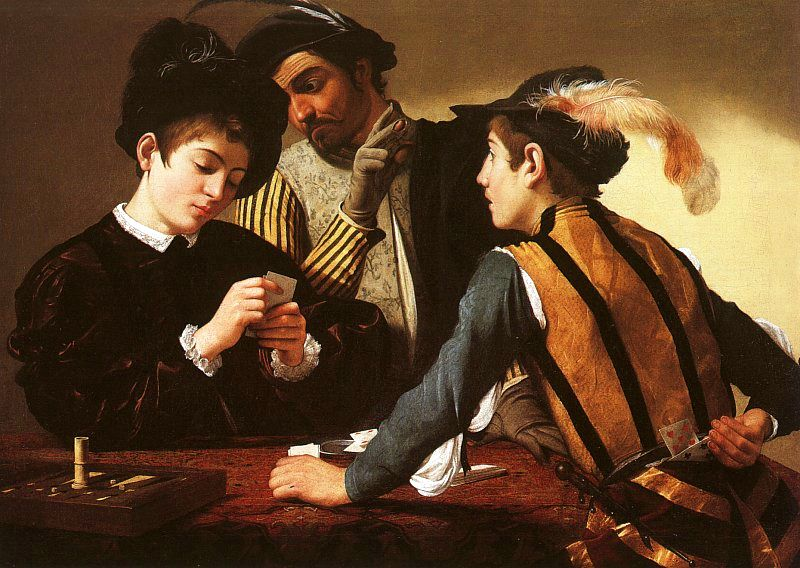
Un prestidigitador utiliza sus habilidades para ganar un juego de naipes con ayuda de un cómplice que hace señas sobre las cartas de naipes que el adversario posee en sus manos. Pintura realizada por el pintor italiano Caravaggio.

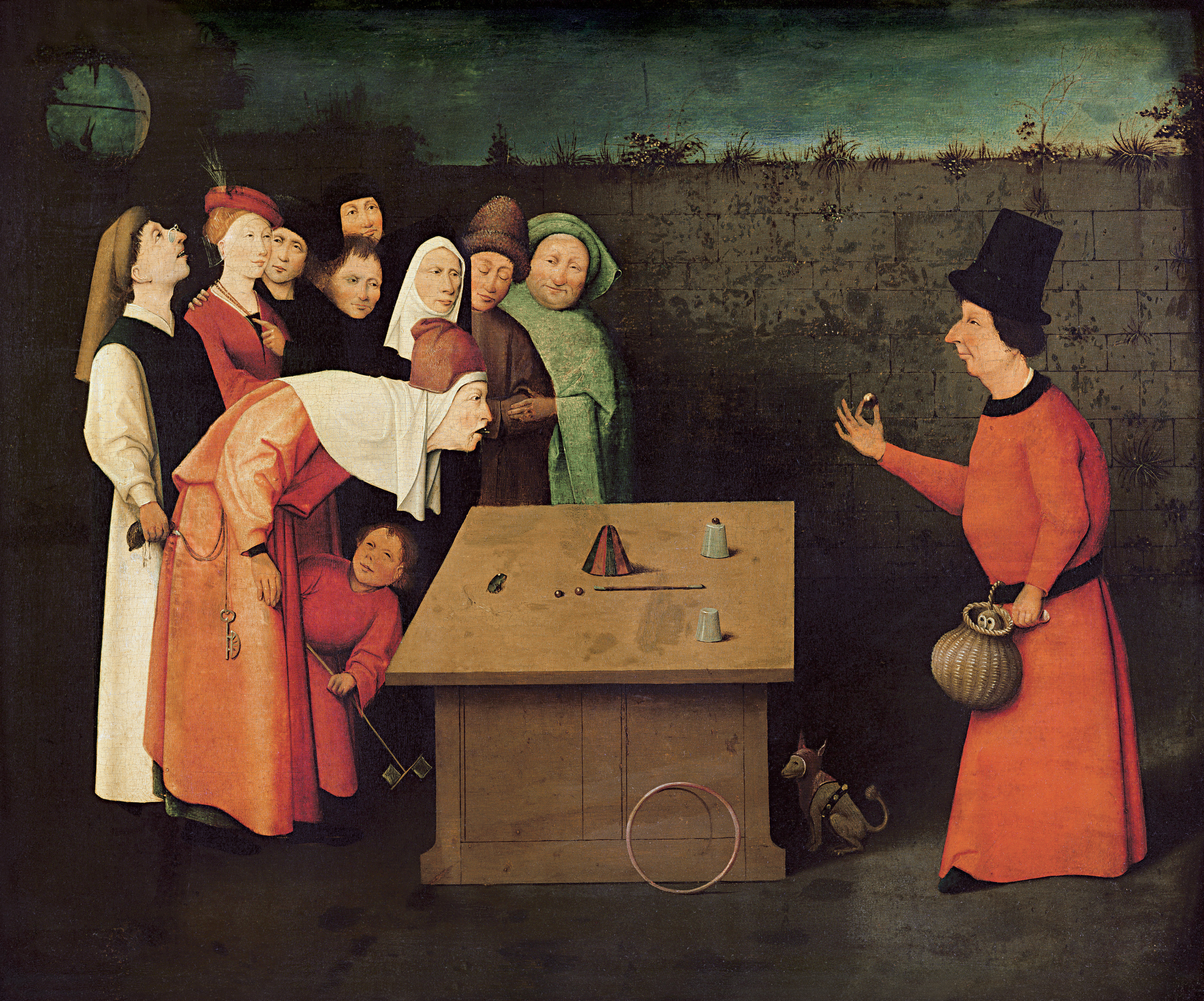
Hieronymus Bosch (o seguidor): La Escamandra, 1475-1480, óleo sobre madera, Saint-Germain-en-Laye, Musée municipal.

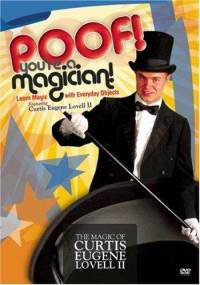
En el, el mago conocido como "prestidigitador" o "ilusionista" solía aparecer con un vestuario con un Esmoquin negro y una camisa blanca adornada con una pajarita a juego con la chaqueta, una larga capa de terciopelo, negra por fuera y roja por dentro, un sombrero de copa negro y una varita mágica en la mano.

Prestidigitación  son las habilidades motrices finas que utilizan artistas de escena en diferentes formas de arte para entretener o manipular. Se encuentra muy asociado con magia de cerca, cartomagia, florituras con cartas y hurto.
Por ser muy utilizada y practicada por los magos, a menudo se confunde la prestidigitación con una rama de la magia. Pero en realidad es un género separado del entretenimiento y numerosos artistas practican prestidigitación como una habilidad independiente.
Séneca el joven, filósofo de la Edad de plata de la literatura en latín, comparaba las técnicas de la retórica y las del ilusionismo.
Pioneros de la prestidigitación de nivel internacional son Dan and Dave, René Lavand, Derek DelGaudio, David Copperfield, Yann Frisch, Norbert Ferré, Dai Vernon, Cardini, Tony Slydini y Helder Guimarães.

## Un arte escénico
El ilusionismo lo practican sobre todo artistas del mundo del espectáculo. El mago se ha entrenado para crear ilusiones que atraen nuestros sentidos: hace aparecer y desaparecer diversas cosas, desafía la gravedad, transforma la materia, , lee el pensamiento, ve el futuro. Con sus trucos y habilidades, su destreza y su boniment, un teatro escenario, una iluminación sutil o un fondo musical, el prestidigitador crea un contexto gracias al cual su truco -a veces muy sencillo pero ingenioso- se vuelve tan asombroso que crea la ilusión de que acaba de producirse un misterio ante nuestros ojos.

## Etimología
La palabra prestidigitación, que significa "el uso de la destreza o la astucia, especialmente para engañar", proviene del nórdico antiguo. La frase sleight of hand significa "dedos rápidos" o "trickster dedos". Sinónimos comunes de Latín y Francés incluyen prestidigitación y prestidigitación respectivamente. Séneca el Joven, filósofo de la  Edad de Plata de la literatura latina, comparó célebremente las técnicas  retóricas a las técnicas ilusionistas.

### Diferentes nombres
Antes de llamarse "ilusionismo" o "prestidigitación", esta disciplina se llamaba a veces "física divertida", a veces "escamoteaje".

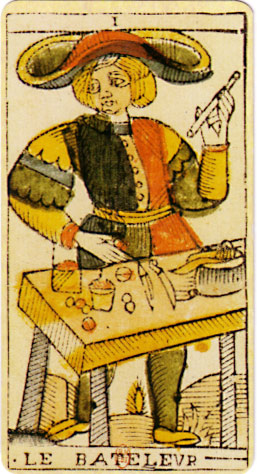
La primera baraja de la baraja del tarot de Marsella es el bateleur, representación del mago, antepasado del escamoteador que se convirtió en el prestidigitateur (baraja de Jean Dodal, principios del)

''Distinción entre prestidigitación y magia
El lenguaje común, el marketing y la facilidad de uso de la palabra magia conducen a una amalgama entre la prestidigitación, que es un arte que combina agilidad, ingenio y psicología, y la magia en el sentido primario del término, que es un fenómeno sobrenatural o inexplicable. La prestidigitación es, por tanto, el arte de crear la ilusión de un fenómeno imposible, pero que se basa en reglas que no podrían ser más racionales o lógicas. La palabra magia tiene un significado etimológico religioso, que no tiene la palabra prestidigitación.
El nombre escamotage puede proceder del árabe escamote, que hace referencia a una pequeña bola de corcho a la que más tarde se dio el nombre de nuez, por su parecido con esta fruta. En principio, el escamotage sólo se aplicaba a juegos con copas. El practicante del escamotage se denomina escamoteur.
Physique amusante :Utilizado desde finales del SXVIII, cuando los espectáculos incluían demostraciones de curiosos efectos físicos recién descubiertos, con imanes, efectos de sombras y luces, electricidad estática, etc. Al maestro de ceremonias se le llamaba "físico", que en definitiva entretenía jugando con fenómenos propios de las leyes de la física pero que a menudo envolvía en un discurso esotérico.
PrestigiatorLa palabra prestigiator (deriva del latín y sobrevive en italiano en prestigiatore), que existió en francés hasta el final de la Ilustración. Praestigiator en la XII de Juan de Salisbury significaba prestidigitador, embaucador, y añade que se sospechaba que el diablo era el auxiliar de estos baladronzuelos: de ahí, más tarde, el deslizamiento de prestidigitador a mago. Pero, en 1583, el consejo provincial de Tours lo utilizó como sinónimo de magus (mago).
PrestidigitaciónLa palabra prestidigitación (de presto digiti que significa agilidad de los dedos) fue acuñada por Jules de Rovère en 1819, que no quiso indicar en su cartel la palabra escamoteur o físico. Este término suplantó a prestigiator, haciendo que la disciplina perdiera su referencia al antiguo prestige y dejando sólo una referencia a la agilidad de los dedos.
El éxito en este arte se debe a un conjunto de criterios como la manipulación, el atrezzo, el timing: respeto a los tiempos fuertes y débiles, el movimiento o la música, los adornos, la actitud (personalidad y originalidad), la mirada, el don del cómico, etc.
Ilusionismo
Denominación aparecida a finales del SXIX, capaz de dar cuenta mejor de la diversidad de este arte, ya que deja de hacer hincapié en la destreza (como hacía la prestidigitación) para apuntar a una realidad más amplia relacionada con la ilusión en general.

## Historia

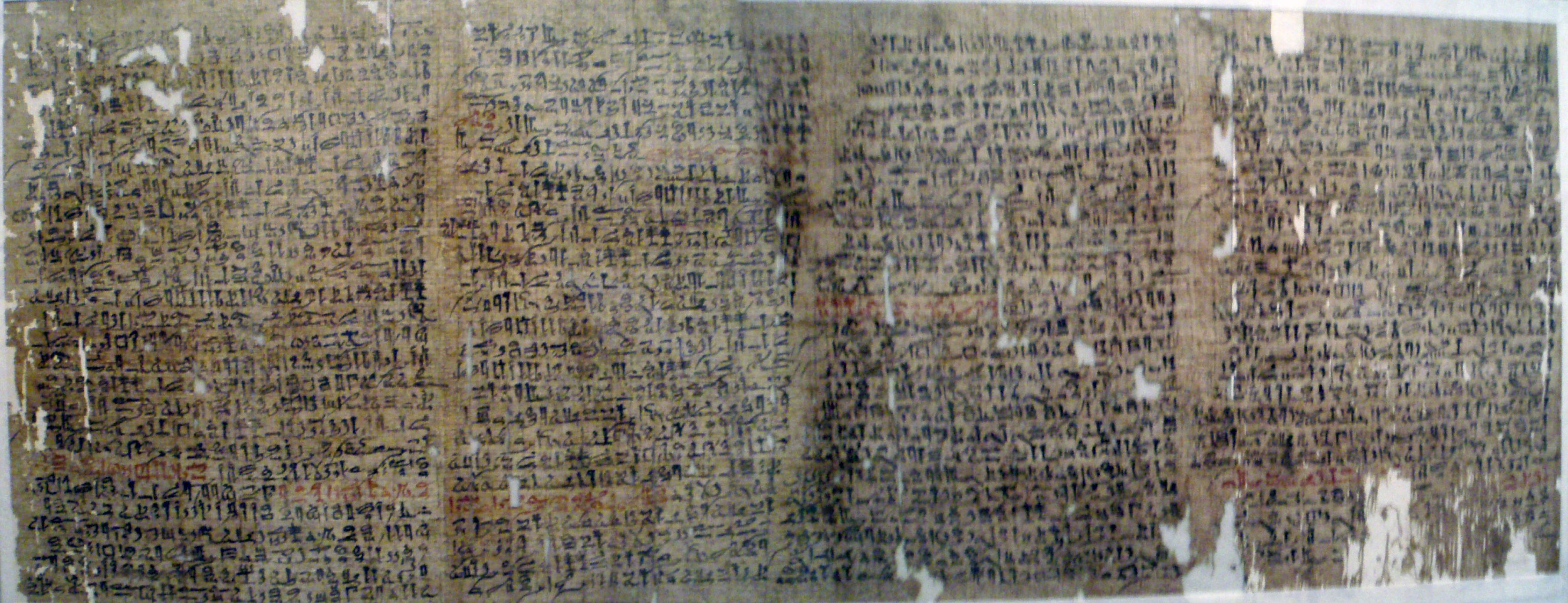
Papiro Westcar (vers 1700 av. J.C.) hace mención a elementos de ilusionismo.

El papiro Westcar (ca. 1700 a. C.) es uno de los primeros registros del ilusionismoe.
El Antiguo Testamento describe la "batalla" librada por Moisés y Aaron contra magos del faraón. "Moisés lanzó su bastón ante el faraón, que se convirtió en una serpiente. El faraón convocó a su vez a los sabios y a los encantadores. Y los magos de Egipto también realizaron el mismo prodigio con sus hechizos. Cada uno arrojó su bastón, que se transformó en serpiente, pero el bastón de Aarón se tragó los de los magos".
Los primeros objetos mágicos encontrados intactos son jarrones griegos aparejados que datan del siglo VI. Uno de ellos, conservado y expuesto en el Museo del Louvre, tiene un sifón que permite vaciarlo y llenarlo varias veces. Otro jarrón del Museo Allard Piierson de Amsterdam, datado en el siglo IV, permitía verter a voluntad dos líquidos diferentes. Los escritos griegos y romanos recogen su interés por los "hacedores de magia".
El arte de manipular objetos, como el uso de marionetas, y pretender que esta manipulación es el resultado de un fenómeno sobrenatural, ha existido desde la más remota antigüedad hasta nuestros días. Un testimonio notable de ello, por lo que respecta al siglo II, lo encontramos en Luciano de Samosata, quien, en su Alexandron è pseudomantis, describe y explica las prácticas y juegos de manos de Alejandro de Abonutico.
La prestidigitación despertó el interés de los eruditos durante la Ilustración. La Enciclopedia de Diderot, 1772, detalla varios trucos en el artículo Trucos de cartas y de manos, e informa de los esfuerzos realizados por científicos de la Real Academia de Ciencias entre ellos Denis Dodart, para explicar los trucos.
La prestidigitación parece haber tenido sus maestros en Italia. Es en todo caso de allí que Jean Eugène Robert-Houdin escribe que identificó el origen, con la venida de Italia a París de faiseurs que llamaban a sus trucos juegos. Cita a los pioneros que aún se recuerdan: Jonas, Androletti, Antonio Carlotti, y luego uno de los fundadores, Giuseppe Pinetti. En 1908, Harry Houdini también publicó sus memorias: Gran coleccionista de magica, rastrea los inicios de este arte escénico y cita al francés Monsieur Phillippe (nacido Philippe Talon, 1802-1878), que empleó autómatas, entre otros, ya en 1841, en los escenarios de París y Londres, precedido por muchas de las celebridades de la época como Haddock, Garnerin, el maestro Gyngell, Bolonia, Henry, Schmidt, Rovère, Charles

### Asociación con la magia de cerca
La pestidigitación a menudo se usa en la magia de cerca, donde los juegos de manos se realizan con la audiencia cerca del mago, generalmente en contacto físico o dentro de los 3 a 4 m. Este contacto cercano elimina las teorías de miembros falsos de la audiencia y el uso de trucos. Utiliza elementos cotidianos como accesorios tales como naipes, monedas, gomas elásticas, papel, teléfonos e incluso saleros. Un truco bien realizado parece un gesto ordinario, natural y completamente inocente, un cambio en la posición de la mano o la postura del cuerpo. Además de la destreza manual, el juego de manos en la magia de cerca depende del uso de la psicología, el tiempo, desorientación y coreografía natural para lograr un efecto mágico.

### Asociación con la magia de escena
No es común el recurrir a la prestidigitación durante las representaciones de magia en el escenario, ya que la mayoría de los eventos de magia y las acrobacias se realizan con objetos visibles para una audiencia mucho más grande, pero, no obstante, lo hacen ocasionalmente muchos artistas de escena. Los trucos de magia más comunes que se realizan con prestidigitación en el escenario son las manipulaciones con cuerdas y los trucos con cartas; el primero se realiza típicamente con un miembro de la audiencia para descartar la posibilidad de títeres y el último se realiza principalmente en una mesa mientras una cámara está grabando en vivo, lo que permite al resto de la audiencia ver la actuación en una pantalla grande. El mago de escena aclamado en todo el mundo, David Copperfield, a menudo incluye ilusiones con juegos de manos en sus espectáculos de escena.

### Asociación con trampas en juegos de azar
Aunque se usa principalmente con fines de entretenimiento y comedia, la prestidigitación también se usa para hacer trampa en casinos e instalaciones de juego en todo el mundo. Las formas más comunes de hacer trampa profesionalmente en los juegos de naipes mediante juegos de manos incluyen palmas de las manos, cambiar, tirar y robar cartas de la mesa. Estas técnicas implican un uso indebido extremo y años de práctica. Por estas razones, el término prestidigitación con frecuencia conlleva asociaciones negativas de deshonestidad y engaño en muchas salas de juego, y muchos magos conocidos en todo el mundo tiene el ingreso  prohibido en los casinos, como el mentalista y mago de primeros planos británico Derren Brown, quien tiene prohibido el ingreso a todos los casinos de Gran Bretaña.

### Asociación con manipulación de cartas

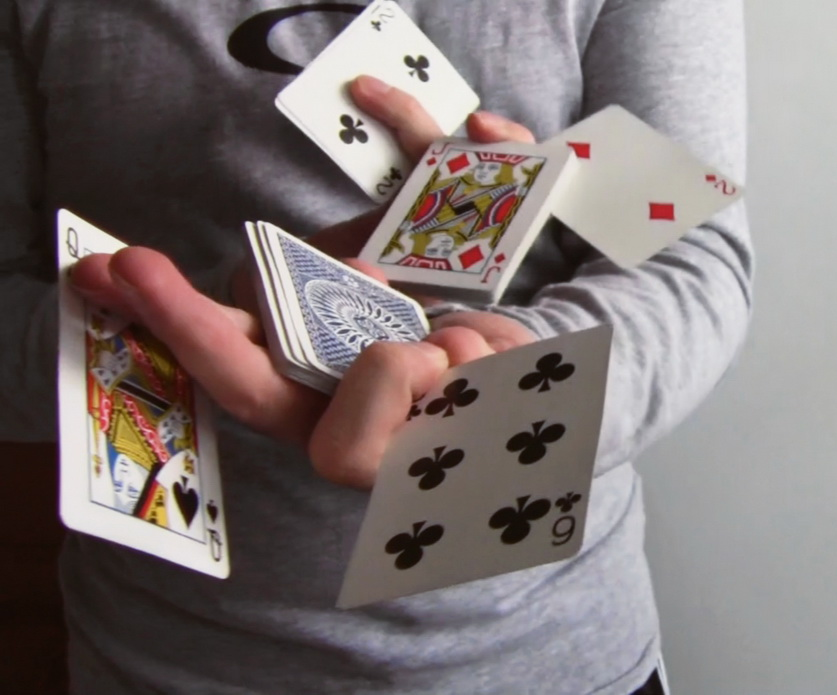
La manipulación de cartas se encuentra muy relacionada con la prestidigitación.

A diferencia de los trucos de cartas que se hacen en las calles o en el escenario y las trampas con cartas, la manipulación de cartas se trata únicamente de impresionar sin ilusiones, engaños, desvíos y otros elementos que se usan comúnmente en trucos de cartas y trampas de cartas. La manipulación de cartas es el arte de florear las cartas, y está destinado a ser visualmente impresionante y dar la apariencia de ser difícil de realizar. El floreo  de cartas a menudo se asocia con trucos de cartas, pero muchos artistas de juegos de manos realizan el floreo sin considerarse magos o sin tener ningún interés real en los trucos de cartas.

### Asociación con lanzamiento de naipes
El arte de lanzar cartas generalmente consiste en lanzar cartas estándar con una velocidad y precisión excesivamente altas, lo suficientemente poderosas como para cortar frutas como zanahorias e incluso melones. Al igual que el floreo, lanzar cartas está destinado a ser visiblemente impresionante y no incluye elementos mágicos. El mago Ricky Jay popularizó el lanzamiento de cartas dentro de la industria de los juegos de manos con el lanzamiento de su libro de 1977 "Cards as Weapons", que obtuvo grandes ventas y elogios de la crítica. Algunos trucos de magia, tanto en primer plano como en el escenario, están muy relacionados con el lanzamiento de cartas.

### Impresa
- Henry, Hay (1975). Cyclopedia of Magic. Dover Publications. ISBN 978-0-486-21808-3.
- Hugard, Jean; Braué, Frederick, eds. (2012). The Royal Road to Card Magic. Courier Corporation. ISBN 978-0486156682.
- Jones, Jessica (2007). The Art of Cheating: A Nasty Little Book for Tricky Little Schemers and Their Helpless Victims. Simon and Schuster. ISBN 978-1416571384.
- Jay, Joshua (2008). Magic: The Complete Course. Workman Publishing. ISBN 978-0761159681.
- Longe, Robert (2003). Clever Close-up Magic. Sterling Publishing Company. ISBN 978-1402700279.
- Ostovich, Helen; Hopkins, Lisa, eds. (2014). Magical Transformations on the Early Modern English Stage. Ashgate Publishing. ISBN 978-1472432865.
- Scarne, John (2003). Scarne's Magic Tricks. Courier Corporation. ISBN 978-0486427799.
- Tarr, William (1976). Now You See It, Now You Don't! Lessons in Sleight of Hand. Vintage Books. ISBN 0-394-72202-7.
- Whaley, Barton; Bell, John, eds. (1991). Cheating and Deception. Transaction Publishers. ISBN 978-1412819435.

### En línea
- Jones, Finn-Olaf (22 de abril de 2006). «Houdini in the Desert». Forbes. Consultado el 26 de febrero de 2015.
- Singer, Mark (5 de abril de 1993). «Ricky Jay's Magical Secrets». The New Yorker. Consultado el 26 de febrero de 2015.
- «Sleight». Oxford Dictionaries. 2015. Archivado desde el original el 19 de abril de 2016. Consultado el 26 de febrero de 2015.
- Wells, Dominic (26 de enero de 2008). «The Derren Brown Factor». The Times. Consultado el 26 de febrero de 2015.